# Vlaamse strijdvlag
De Vlaamse strijdvlag is de vlag en het visueel symbool van de Vlaamse Beweging in België. Deze vlag wordt niet door officiële instellingen gebruikt; de officiële Vlaamse vlag heeft rode klauwen en een rode tong.

## Geschiedenis

### Middeleeuwen

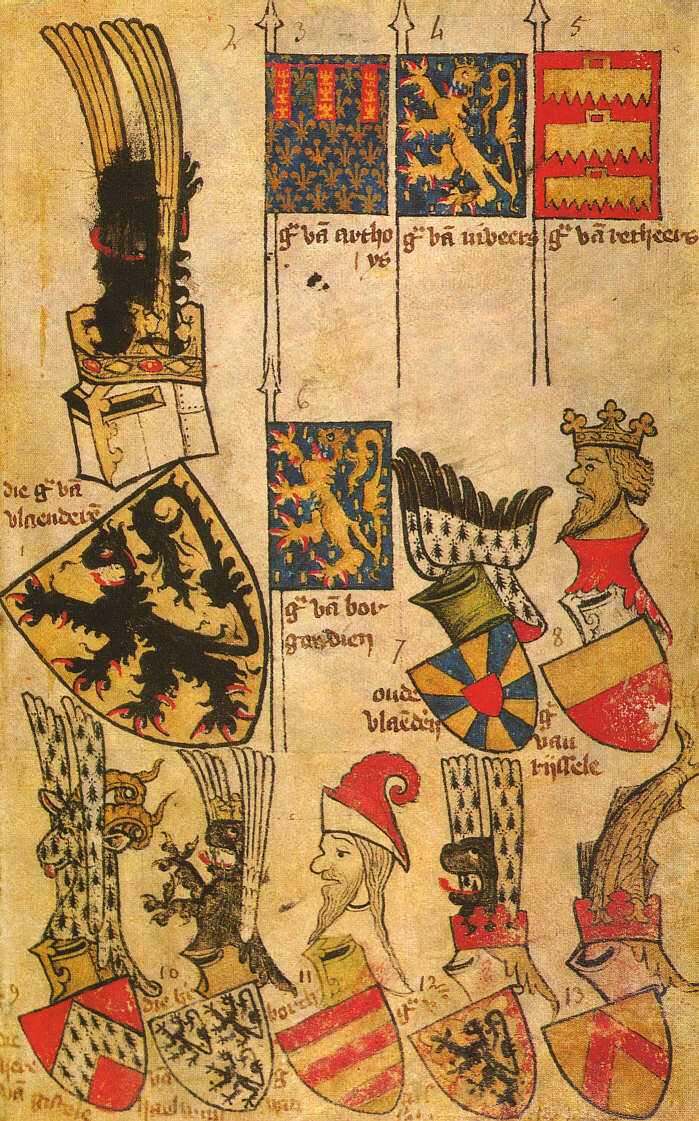
Folio blad 80 recto van het 14e-eeuwse wapenboek Gelre, met onder andere (links midden) het wapen van de graaf van Vlaanderen.

De historische Vlaamse Leeuw was het embleem van het graafschap Vlaanderen, een gebied dat slechts gedeeltelijk de huidige Belgische deelstaat bestrijkt en zich gedeeltelijk in Nederland (Zeeuws-Vlaanderen) en Noord-Frankrijk (Frans-Vlaanderen) uitstrekte. Of de leeuw van het graafschap nu al dan niet rode klauwen en een rode tong had, blijft voorwerp van discussie.
De eerste in kleur afgebeelde Vlaamse Leeuw, uit de 12e eeuw, is volledig zwart (of sabel) op een veld van geel (of goud). Op 13e-eeuwse afbeeldingen werden klauwen en tong niet altijd expliciet afgebeeld. Een voorbeeld daarvan is te vinden in het Wapenboek Wijnbergen (einde 13de eeuw). In handschriften die rond 1260 gedateerd worden is de graaf van Vlaanderen met een volledige zwarte leeuw afgebeeld.
In de tweede helft van de 14e eeuw wordt heraldiek gestandaardiseerd en worden ook de details opgenomen. In die periode werkte de heraut Gelre Claes Heynensoon aan het befaamde Wapenboek Gelre. Hierin staan onder andere de wapenschilden van Vlaanderen en dat van Lodewijk van Male, graaf van Vlaanderen. Op beide (identieke) schilden zijn de tongen en klauwen keel (= rood). Lange tijd nadien evenwel worden de graven van Vlaanderen nog met volledig zwarte leeuwen afgebeeld, bv. door Sanderus in Flandria Illustrata van 1641.

### Gebruik tijdens de collaboratie
De nazi's en collaborateurs in verschillende bezette landen maakten gebruik van de nationale symboliek om de sympathieën van de bevolking aan te wakkeren. Dit deed men ook om nieuwe soldaten bij onder meer de SS aan te werven, dit alles was een belangrijk element in de propaganda van de nazi's. Zo werd de Belgische vlag maar ook de Nederlandse en Franse vlag gebruikt. Aangezien een aanzienlijk deel binnen de toenmalige Vlaamse Beweging besloot te collaboreren met de Duitsers besloot men de Vlaamse Leeuw te gebruiken. De Duitsers beschouwden de Vlamingen als volksbroeders, de zogenoemde 'Flamenpolitik'.

### Vlaamse autonomie
In het verlengde van de door de grondwetsherziening van 1970 tot stand gekomen eerste Belgische staatshervorming en daarbij op gang gebrachte federaliseringsproces kreeg Vlaanderen, toen nog de Nederlandse Cultuurgemeenschap genoemd, een bescheiden culturele autonomie. Teneinde de "Vlaamse volksgemeenschap als (nieuwe) politieke entiteit met een eigen symbolen te begiftigen", dienden een aantal parlementsleden op initiatief van VU-Kamerlid Evrard Raskin in mei 1972 bij de Cultuurraad, de voorloper van het huidige Vlaams Parlement, een voorstel van decreet in om, naast een feestdag (11 juli) en een volkslied (de Vlaamse Leeuw), ook een officiële vlag voor Vlaanderen in te voeren. Hoewel de "klauwende (volledig) zwarte leeuw op een gouden veld" in de bevoegde commissie nog snel en unaniem werd goedgekeurd als zijnde "feitelijk en sedert geruime tijd gebruikt als Vlaamse vlag", was dat niet meer het geval in de plenaire vergadering. Daar werd de zwart-gele leeuw fel gecontesteerd door de Belgische Socialistische Partij (BSP), bij monde van Jos Van Elewyck en Wim Geldolf, die argumenteerden dat deze leeuw "niet het symbool is van het ganse Vlaamse volk, maar enkel van een bepaalde partij, met name de Volksunie". Het debat mondde uit in een procedureslag en het voorstel werd ter advies voorgelegd aan de Raad van State, de Heraldieke Raad, de Koninklijke Belgische Commissie voor Volkskunde (Nederlandse afdeling) en, op vraag van de Minister van Binnenlandse Zaken Van Elslande, de unitair Belgische 'Conseil héraldique' (Raad van Adel). Hoewel deze laatste onbevoegd was om advies te geven inzake de keuze van de vlag van een deelstaat, adviseerde de Raad toch dat een leeuw met rode kleur en rode tong de voorkeur genoot. Op 22 mei 1973 keurde de volledige plenaire vergadering, met uitzondering van de Volksunie-fractie, die zich onthield, het door de socialisten aangepaste voorstel van "in goud een leeuw van sabel, geklauwd en getongd van keel" goed.

## Heden

### Polemiek
Al sinds de jaren 50 van de 20e eeuw is de Vlaamse strijdvlag het voorwerp van een vaak emotionele polemiek tussen flaminganten en belgicisten. Vooral linkse tegenstanders van de Vlaamse Beweging noemen de strijdvlag 'collaboratie-vlag', verwijzend naar het gebruik ervan door collaborateurs uit de radicalere Vlaamse Beweging tijdens de Tweede Wereldoorlog, toen de afkeer voor het rood een hoogtepunt bereikte. Volgens sommigen is deze naamgeving en associatie echter onterecht, zeker omdat het symbool een middeleeuwse oorsprong heeft. Volgens de historicus Bruno De Wever zijn "de meest radicale Vlaams-nationalisten weliswaar in de collaboratie verzeild geraakt, maar kan je niet zeggen dat de zwart-gele leeuw een symbool van collaboratie is".

### Gebruik
De meer radicale, naar separatisme of confederalisme strevende Vlaams-nationalisten beschouwen de niet-geïnstitutionaliseerde zwart-gele leeuw als een symbool van verzet en strijd tegen het zogenaamde 'Belgische establishment'. In de militante Vlaamse Beweging geldt de Vlaamse strijdvlag dan ook als "de vlag die het minst bezoedeld is geraakt met toegevingen aan de Franstaligen". De officiële Vlaamse vlag, vastgelegd bij decreet door het Vlaams Parlement, met rode tong en klauwen, zien ze als de vlag van het aan banden gelegde Vlaanderen dat zijn numerieke (en dus ook zijn politieke) meerderheid uit handen heeft gegeven. De rode tong en klauwen doet voor sommige Vlaams-nationalisten te veel denken aan de Belgische driekleur (zwart, geel, rood). Ook Vlaamsgezinde organisaties van (extreem-)linkse (zoals Meervoud, de Sociaal-Flamingantische Landdag, de Vlaams-Socialistische Beweging), multiculturalistische (het Minderhedenforum) of pacifistische signatuur (Vlaamse Oud-Strijders) gebruiken de zwarte leeuw in hun actie- en propagandamateriaal.